# Lluís Martínez i Sistach
Lluís Martínez i Sistach (Barcelona, 1937) és un cardenal català, arquebisbe emèrit de Barcelona.

## Biografia
Va néixer a Barcelona el 29 d'abril de 1937. Estudià el batxillerat als Germans Maristes i seguidament ingressà al Seminari Major de la seva ciutat. Estudià, del 1956 al 1959 la carrera de mestre a l'Escola Normal. Fou ordenat sacerdot a Cornellà de Llobregat el 17 de setembre de 1961. Estudià seguidament a la Pontificia Università Lateranense de Roma, per la qual es doctorà el 1967 en drets civil i canònic (in utroque iure) mitjançant la tesi El dret d'associació a l'Església.
Entre el 1963 i el 1967 fou coadjutor de la parròquia de Sant Pere de Gavà. Des d'aquest darrer any i fins al 1973 fou notari del tribunal eclesiàstic de Barcelona. Desenvolupà la seva activitat pastoral a les parròquies de la Mare de Déu de Montserrat i de Santa Isabel d'Aragó de la ciutat. Del 1971 al 1977 actuà de sotssecretari de la Conferència Episcopal Tarraconense. Entre el 1978 i el 1987 fou vicari episcopal i després vicari general de l'arxidiòcesi de Barcelona. Des del 1975 era professor de dret canònic de la Facultat de Teologia de Catalunya i el 1987 fou elegit president de l'Associació Espanyola de Canonistes.
El 1987 fou consagrat bisbe titular d'Algesires i auxiliar de Barcelona. El 1991 fou nomenat bisbe de Tortosa i el 1997 el traslladaren a la seu metropolitana i primada de Tarragona. El 2004 fou nomenat arquebisbe metropolità de Barcelona.
El 24 de novembre de 2007 el papa Benet XVI el creà cardenal del títol de San Sebastiano alle Catacombe. El juny de 2008 ha estat nomenat membre del Tribunal Suprem de la Signatura Apostòlica i del Consell pontifici per als Laics. El juny de 2010 va ser nomenat membre de la Prefectura dels Afers Econòmics de la Santa Seu.
El 6 de novembre de 2010 rebé a Barcelona el Papa Benet XVI, que visità la ciutat per a dedicar el Temple Expiatori de la Sagrada Família l'endemà i convertir-la en basílica, visita que, segons afirmà el Papa, li deixà un record inoblidable.
Del 12 de març al 13 de març de 2013 participà en el Conclave que escollí el cardenal Jorge Mario Bergoglio com a Papa, per succeir a Benet XVI.
El 2 d'abril del 2013, el Govern concedí la medalla d'or de la Generalitat al cardenal Martínez Sistach com a reconeixement al mèrit de Mons. Martínez Sistach en la visita del Papa a Barcelona de fa tres anys i de valorar el seu paper al capdavant de l'Església catalana.
El papa Francesc, el 6 de novembre de 2015, va fer efectiva la seva renúncia al capdavant de l'arquebisbat de Barcelona.
El 7 de març de 2016, com a arquebisbe emèrit, va rebre el Premi Immaculada atorgat pel Consell General de Germandats i Confraries de Barcelona, al Saló de Cròniques de l'Ajuntament de Barcelona
El 2017 va publicar les seves memòries a Proa: Un cardenal es confessa, en conversa amb Jordi Piquer Quintana.
A la cúria pontifícia és membre de:
- Consell pontifici per als Laics
- Consell Pontifici per als Textos Legislatius
- Tribunal Suprem de la Signatura Apostòlica
- Prefectura dels Afers Econòmics de la Santa Seu